# Nalbert Bitencourt
Nalbert Tavares Bitencourt (Rio de Janeiro, 4 marzo 1974) è un ex pallavolista ed ex giocatore di beach volley brasiliano.
Giocava nel ruolo di opposto.

## Palmarès

### Club
- Coppa Italia: 2

2000-01, 2002-03
- Coppa CEV: 1

2000-01

### Nazionale (competizioni minori)
- Campionato mondiale under 19 1991
- Campionato mondiale under 21 1993
- Coppa America 1998
- Coppa America 2001
- Giochi panamericani 2003

### Premi individuali
- 1991 - Campionato mondiale under 19: MVP
- 1996 - Superliga Brasiliana: Miglior difesa
- 1997 - Superliga brasiliana: Miglior difesa
- 1997 - Grand Champions Cup: MVP
- 1997 - Grand Champions Cup: Miglior realizzatore
- 1997 - Grand Champions Cup: Miglior ricevitore
- 1998 - Superliga brasiliana: Miglior ricevitore
- 1998 - Superliga brasiliana: Miglior difesa
- 1999 - Superliga brasiliana: Miglior giocatore brasiliano
- 1999 - Superliga brasiliana: Miglior difesa
- 2001 - Campionato sudamericano: Miglior attaccante
- 2001 - Coppa America: Miglior ricevitore
- 2002 - Comitato Olimpico del Brasile: Prêmio Brasil Olímpico Sportivo brasiliano dell'anno
- 2003 - XIV Giochi panamericani: Miglior difesa
- 2014 - Inserimento nella Volleyball Hall of Fame come giocatore